# حوزه انتخابیه نور و محمودآباد
حوزهٔ انتخاباتی نور و محمودآباد یکی از نه حوزه استان مازندران برای انتخابات مجلس شورای اسلامی است. این حوزه به مرکزیت نور ۱ نماینده دارد.

## نمایندگان ادوار مختلف
| دوره    | زمان انتخابات   | نام نماینده             | تعداد آراء | کل آراء اخذ شده | حزب                  |
| ------- | --------------- | ----------------------- | ---------- | --------------- | -------------------- |
| اول     | ۲۴ اسفند ۱۳۵۸   | عباسعلی ناطق نوری *     | ۱۹٬۴۹۸     | ۲۹٬۰۲۱          | جمهوری اسلامی        |
| اول     | ۲۴ اسفند ۱۳۵۸   | احمد ناطق نوری          | ۳۷٬۶۰۴     | ۶۴٬۶۰۹          | مستقل                |
| دوم     | ۲۶ فروردین ۱۳۶۳ | سید مهدی حسینی‌نژاد نوری | ۲۱٬۹۷۶     | ۴۲٬۸۱۱          | مستقل                |
| سوم     | ۱۹ فروردین ۱۳۶۷ | احمد ناطق نوری          | ۴۵٬۹۳۸     | ۸۱٬۹۰۶          | مستقل                |
| چهارم   | ۲۱ فروردین ۱۳۷۱ | احمد ناطق نوری          | ۳۴٬۶۵۲     | ۸۶٬۴۲۴          | مستقل                |
| پنجم    | ۱۸ اسفند ۱۳۷۴   | احمد ناطق نوری          | ۵۹٬۲۲۹     | ۹۲٬۱۳۱          | مستقل                |
| ششم     | ۲۹ بهمن ۱۳۷۸    | احمد ناطق نوری          | ۳۲٬۹۸۷     | ۵۴٬۹۶۹          | مستقل                |
| هفتم    | ۱ اسفند ۱۳۸۲    | احمد ناطق نوری          | ۴۳٬۹۱۳     | ۸۴٬۰۵۵          | مستقل                |
| هشتم    | ۲۴ اسففند ۱۳۸۶  | احمد ناطق نوری          | ۴۳٬۵۵۸     | ۸۹٬۳۶۱          | مستقل                |
| نهم     | ۱۲ اسفند ۱۳۹۰   | عبدالوحید فیاضی         | ۵۶٬۶۸۰     | ۱۱۹٬۵۵۷         | جبهه متحد اصول‌گرایان |
| دهم     | ۷ اسفند ۱۳۹۴    | صفرعلی اسماعیلی         | ۳۶٬۸۹۱     | ۱۳۶٬۳۳۱         |                      |
| یازدهم  | ۲ اسفند ۱۳۹۸    | ولی‌الله فرزانه          | ۳۵٬۳۴۷     | ۹۶٬۹۵۹          | شانا                 |
| دوازدهم | ۱۱ اسفند ۱۴۰۲   | عبدالوحید فیاضی         | ۲۳٬۲۹۰     | -               | شانا                 |

توضیحات:
- عباسعلی ناطق نوری در بمب‌گذاری در دفتر حزب جمهوری اسلامی در سال ۱۳۶۰ به همراه ۷۲ نفر دیگر کشته شد.
- احمد ناطق نوری با بیش از ۶ دوره نمایندگی در مجلس شورای اسلامی،‌ باسابقه‌ترین نماینده در ایران است.